# Manfred von Richthofen
Manfred Freiherr von Richthofen (2. maj 1892 i Breslau - 21. april 1918) var en tysk pilot. Han er bedre kendt som Den Røde Baron, det tyske flyver-es under 1. verdenskrig, der nedskød 80 fjendtlige fly. Richthofen nedskød sin sidste modstander den 20. april 1918. Dagen efter blev han selv skudt ned i sin røde Fokker Dr.I.
Pilotens eftermæle har været præget af flere fortolkninger og karikaturer af hans personlighed. Eksempelvis i tegneserien Radiserne, hvor hunden Nuser forestiller von Richthofen som sin fjende, når han flyver rundt på sit hundehus.
Richthofen var bror til Lothar von Richthofen (1894-1922), som ligeledes var et tysk flyver-es under 1. verdenskrig.

## 1. verdenskrig
Ved første verdenskrigs udbrud var Manfred von Richthofen officer ved det tyske kavaleri. I maj 1915 bad Richthofen om at blive forflyttet til flyvertropperne, da rytterlivet kedede ham. Ønsket blev opfyldt, og Richthofen blev observatør. I 1916 mødte han den tyske flyverlegende Oswald Boelcke, hvilket fik Richthofen til at beslutte sig for at blive pilot. Boelcke udvalgte senere Richthofen til sin eliteenhed, Jasta 2 (Jagdstaffel; jagereskadrille). Richthofens første nedskydning fandt sted den 17. september 1916 nær den franske landsby Villers Plouich. Den uheldige modstander var et britisk F.E.2b tosædet bombefly, mens Richthofen selv fløj en Albatros D.II.
Richthofen blev skudt ned den 21. april 1918 over Somme-floden i Frankrig. I en større luftkamp fulgte Richthofen efter den grønne løjtnant Wilfrid May for at skyde ham ned. Da en anden canadisk pilot, Roy Brown, så, at May var i vanskeligheder, forfulgte han Richthofen og beskød ham på lang afstand. Richthofen fulgte i lav højde efter May og blev nu tillige beskudt fra jorden af australske maskingeværskytter. Fra lav højde styrtede Richthofen ned ved australiernes linjer. Han forblødte kort efter styrtet.
Både piloten Roy Brown og de australske tropper nede på jorden gjorde krav på nedskydningen. Et dokumentarprogram på Discovery Channel i 2002 konkluderede, at det var en australsk infanterist, der dræbte ham. Beviset skulle være kuglens indgangsvinkel.
Richthofen fik en officiel militærbegravelse med æressalut og nedlagte kranse fra Ententens eskadriller i nærheden.